# 杨恩寿
杨恩寿（1835年1月7日—1891年5月28日），字鹤俦，号坦园、又号蓬海，别署蓬道人，湖南长沙人。
道光十四年十二月初九日（1835年1月7日）出生。咸豐戊午（1858年）優貢生，同治九年庚午举人，四十一岁参加会试失败后，放弃科举，以幕宾為生，长期輾轉於湖南、广西、云南之地。光绪初年授盐运使衔，歷官湖北候补知府。著有传奇《姽嫿封》、《麻灘驛》、《桂枝香》、《桃花园》、《理灵坡》、《再来人》等六種，合稱為《坦园六种曲》。光緒十一年尚在世。另有《坦园诗录》、《詞餘叢話》三卷等。

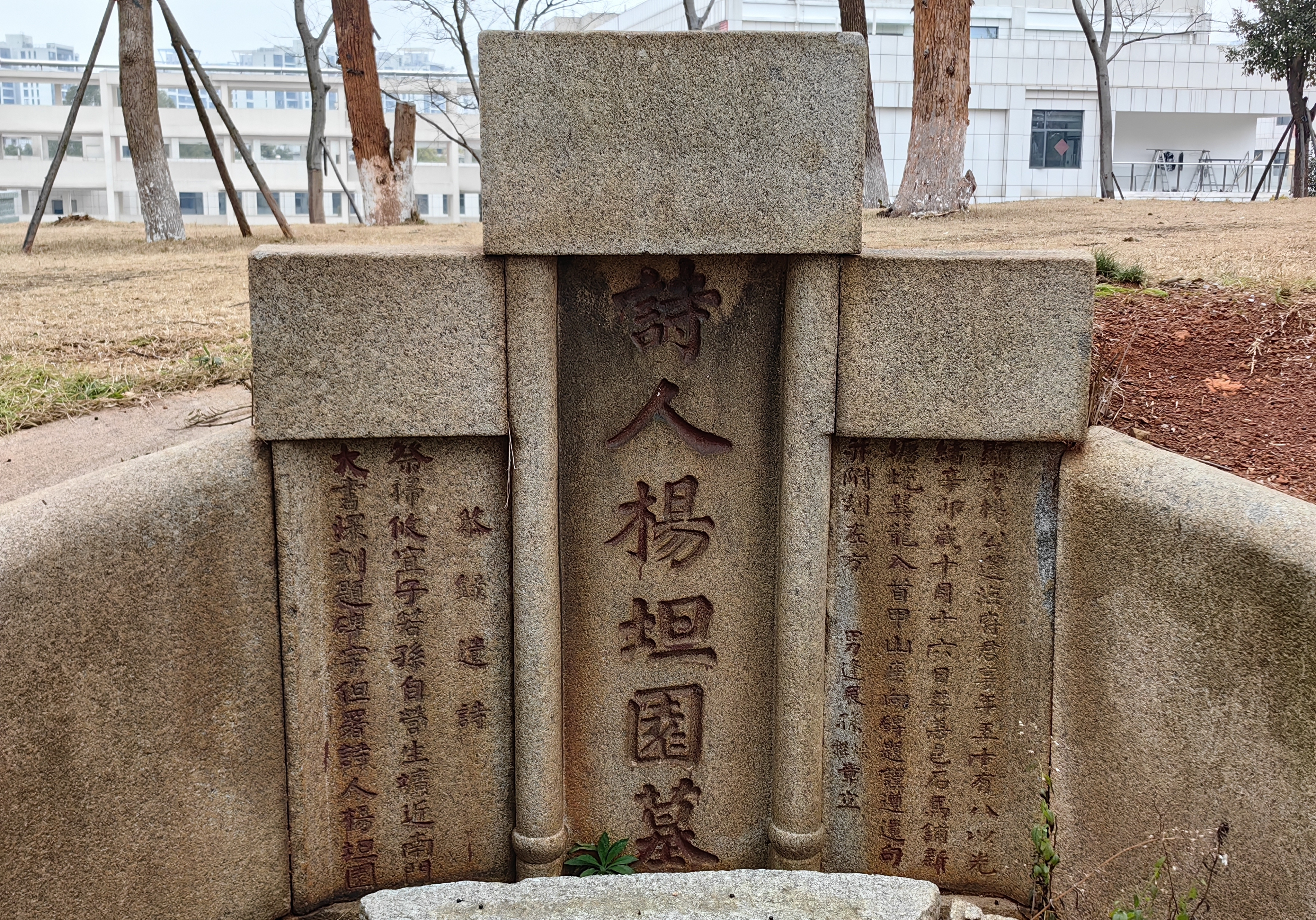
杨恩寿墓

光绪十七年四月二十一日（1891年5月28日）去世。